# Sawao Kato
Sawao Kato (加藤 沢男 Katō Sawao?, 11 de octubre de 1946) es un gimnasta japonés retirado. Es uno de los más laureados atletas olímpicos, habiendo obtenido entre 1968 y 1976 doce medallas, de las cuales ocho son de oro.
Kato nació en la ciudad Gosen de  la Prefectura de Niigata y estudió en la Universidad Tokyo Kyoiku. Compitió por primera vez en un juego olímpico en 1968, junto con su hermano mayor Takeshi. Ganaron en la competición, con Sawao consiguiendo medallas en gimnasia rítmica y sobre el suelo. Quedaron terceros en los aros.
Cuatro años más tarde, el equipo masculino de gimnasia japonés dominó los Juegos Olímpicos de 1972, llevándose 15 de las 21 medallas individuales. Katō ganó medallas de oro en el all-around y en las barras paralelas y platas en la barra horizontal y el caballo con arcos. Aspiraba a una tercera medalla de oro sin precedentes en el concurso completo (all-around) en los Juegos Olímpicos de Verano de 1976, pero fue derrotado por Nikolai Andrianov. La competición por equipos estuvo esta vez muy reñida, pero los japoneses derrotaron a los soviéticos por cuatro décimas de punto, consiguiendo su quinto título consecutivo. Katō cerró su carrera olímpica reteniendo su título en las barras paralelas.
Katō es uno de los diez únicos atletas que han ganado ocho o más medallas de oro olímpicas. Es uno de los gimnastas masculinos más exitosos de la historia en los Juegos Olímpicos: sus ocho medallas de oro y doce en total tienen como mejores rivales a Nikolai Andrianov con siete oros y 15 en total, Boris Shakhlin con siete oros y 13 en total, y Takashi Ono, con cinco oros y 13 en total. Ganó más medallas de oro olímpicas que ningún otro japonés, y es el segundo después de Ono en el número total de medallas. En 2001, Katō fue incluido en el Salón Internacional de la Fama de la Gimnasia.
A partir de 2010, Katō fue profesor emérito en la Universidad de Tsukuba. El 14 de mayo de 2021, el asteroide joviano 43212 Katosawao, descubierto por los astrónomos del estudio estadounidense LINEAR en 2000, fue nombrado en su honor.

## Biografía

### Antecedentes

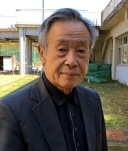
Sawao Katō.

Katō nació en la ciudad de Gosen, Prefectura de Niigata  (anteriormente ciudad de Muramatsu, distrito de Nakakanbara, Japón) y estudió en la Universidad Kyoiku de Tokio. Comenzó la gimnasia desde la escuela secundaria y pasó a la Universidad de Educación de Tokio (actualmente Universidad de Tsukuba ) de la escuela secundaria Niigata Prefectural Niigata Minami. En marzo de 1970, se graduó en el Departamento de Educación Física de la Facultad de Educación Física de la Universidad de Educación de Tokio. En marzo de 1974, completó el curso de maestría en la Escuela de Graduados en Educación Física de la Universidad de Educación de Tokio.

### Como gimnasta
Compitió por primera vez en los Juegos Olímpicos de 1968 de México, junto a su hermano mayor Takeshi Kato. Ganaron la competición por equipos, y Sawao también se llevó las medallas de oro en el concurso completo (all-around) y en el suelo. Quedó tercero en la prueba de anillas.
Fue seleccionado como miembro del Equipo de Gimnasia Masculina de los Juegos Olímpicos de la Ciudad de México de 1968 en su cuarto año de universidad, y ganó la primera medalla de oro en una reñida batalla con Mikhail Voronin de la Unión Soviética, y también en el piso también ganó el campeonato por equipos. 
Antes de llegar a los siguientes Juegos Olímpicos en 1972 que tuvieron lugar en Múnich, Katō sufrió numerosas lesiones, privándolo por ejemplo de los campeonatos del mundo de 1970 en Liubliana. Fue con una lesión en el hombro que se presentó a los Juegos Olímpicos de Múnich. La competición olímpica cambia en esta ocasión. La competición por equipos es la primera disputada, con cada país presentando seis atletas, contando los cinco mejores resultados  por aparato. Japón, titular del título olímpico desde 1960, conserva su título. Los resultados obtenidos en esta competición por equipos cuentan por 50% de la nota durante la competición general individual.  Sawao Kato se convirtió en el tercer gimnasta en conservar su título olímpico, El podio fue exclusivamente japonés, con Eizo Kenmotsu ocupando el segundo puesto y Akinori Nakayama la medalla de bronce. Katō compitió en todas las finales de aparatos, terminando sexto en suelo, y cuarto en salto de potro. Ganó la medalla de oro en barras paralelas, superando a Shigeru Kasamatsu y Eizo Kenmotsu. También ganó la plata en la barra alta, una competición ganada por Mitsuo Tsukahara, en anillas, y de nuevo, el título lo ganó Viktor Klimenko.
Participó en los campeonatos del mundo de 1974 en Varna. Durante un ejercicio sobre las paralelas, se cayó y se rompió el brazo. Escondió la lesión a su entrenador, reanudó y completó su ejercicio. Sawao Kato ganó el título por equipos en esta competición.
Participó en los Juegos Olímpicos durante tres torneos consecutivos. Practicó duro con la sensación de "gimnasia solo al hacer el 6º evento" y libró una feroz batalla por la hegemonía con Nikolai Andrianov y otros de la Unión Soviética.
Participó como integrante en tres de los cinco campeonatos olímpicos consecutivos por equipos del equipo masculino de gimnasia, que duró desde los Juegos Olímpicos de Roma de 1960 hasta los Juegos Olímpicos de Montreal de 1976.
Ha ganado ocho medallas de oro en los Juegos Olímpicos, el mayor número conseguido por un atleta japonés. En particular, los únicos cuatro atletas que han ganado los Juegos Olímpicos "Individual All-Around" por dos veces consecutivas son Alberto Braglia de Italia, Viktor Chukarin de la Unión Soviética, Kohei Uchimura y Sawao Kato de Japón. 
En comparación con los más jóvenes Mitsuo Tsukahara y Shigeru Kasamatsu, quienes desarrollaron y realizaron una actuación original con gran dificultad, la actuación de Kato persigue la belleza. En la ejecución de las barras paralelas en los Juegos de Montreal , mantuvo su postura con los dedos del pie extendidos incluso durante los dos saltos mortales de la meta. Se dice que este es un "libro de texto de gimnasia", y el rendimiento que persigue tal belleza tiene una gran influencia en los atletas jóvenes.
En mayo de 1999, solo un deportista japonés fue seleccionado como uno de los "25 deportistas que representan el siglo XX" seleccionados por la Asociación Internacional de Prensa Deportiva. En el momento de los Juegos Olímpicos de Sídney 2000, uno de los caminos en la villa de los atletas se llamaba "Calle Sawao Kato". En 2001, fue incluido en el Salón de la Fama de la Gimnasia Internacional.

### Como instructor de gimnasia
Se retiró en 1977 y se convirtió en entrenador de la Universidad de Tsukuba. En 1993, se convirtió en miembro del Comité Técnico de Gimnasia Masculina de la Federación Internacional de Gimnasia. Mientras se desempeñe como vicepresidente hasta su jubilación en diciembre de 2012, se esforzará por revisar las reglas de puntuación.
En Japón, ha sido profesor en la Universidad de Tsukuba desde 1999 y se desempeña como asesor del club de gimnasia. Se retiró de la Universidad de Tsukuba solo en marzo de 2010 y se convirtió en profesor en la Universidad de Hakuoh desde abril (hasta finales de marzo de 2017) [7] [10] . Desde 2013, ha sido consejero de la Asociación de Gimnasia de Japón como una nueva fundación incorporada de interés público. (El mandato es hasta finales de marzo de 2017)
En 2020, fue Premio Persona al Mérito Cultural.

## Logros olímpicos
Juegos Olímpicos de Verano de 1968 en la Ciudad de México
- Oro en la combinación de doce disciplinas
- Oro en el ranking por equipos
- Oro en ejercicicos en el suelo
- Bronce en anillas

Juegos Olímpicos de Verano de 1972 en Múnich
- Oro en la combinación de doce disciplinas
- Oro en el ranking por equipos
- Oro en la barra
- Plata sobre caballo con arzones
- Plata en la barra fija

Juegos Olímpicos de Verano de 1976 en Montreal
- Oro en la barra
- Oro en el ranking por equipos
- Plata en la combinación de doce disciplinas